# Ирвинг, Леланд
Леланд Ирвинг (англ. Leland Irving; род. 11 апреля 1988, Баррхид, Канада) — канадский хоккеист, вратарь. Игрок клуба «Больцано».

## Биография
Начинал карьеру в низших лигах Канады, затем отправился на драфт юниоров НХЛ в 2006 году, и был выбран канадским клубом «Калгари Флэймс». Играя за фарм-клуб «Аббостфорд Хит», несколько раз вызывался в главную команду. После выступлений в Канаде за «Аббостфорд» и «Калгари» с 2009 по 2013 год, сезон 2013/14 провёл в финском клубе «Йокерит», выступавшим в СМ-лиге в 2013 году.
В сезоне 2014/15 интерес к Ирвингу проявлял сперва омский «Авангард», но вратарь в итоге подписал контракт с уфимским «Салаватом Юлаевым» сроком на один год. В регулярном чемпионате КХЛ 2014/15 провёл 20 матчей, пропуская в среднем 3,35 шайбы за игру и отражая 88,3 процента бросков. 12 марта 2015 «Салават Юлаев» расторг контракт с Ирвингом по соглашению сторон.